# مگان منتی
مگان منتی (انگلیسی: Megan Manthey؛ زادهٔ ۲۲ ژوئیهٔ ۱۹۸۸) بازیکن فوتبال اهل ایالات متحده آمریکا است.
از باشگاه‌هایی که در آن بازی کرده‌است می‌توان به باشگاه فوتبال زنان سیاتل ساندرز اشاره کرد.